# 西都市立妻南小学校
西都市立妻南小学校（さいとしりつ つまみなみしょうがっこう）は、宮崎県西都市大字三宅にある公立の小学校。

## 概要
歴史
1949年（昭和24年）に、当時の「妻町立妻小学校」が「第一小学校（現・妻北小学校）」と「第二小学校（現・妻南小学校）」の2校に分離して開校した。現校名になったのは1958年（昭和33年）。2024年（令和6年）には創立75周年を迎えた。
校章
学問を象徴するペン先3本と鏡を組み合わせたものを背景にして、中央に「南」の文字を配している。
校歌
1952年（昭和27年）に制定。作詞は旭吉法城、作曲は海老原直による。歌詞は2番まであり、1番の歌詞中に校名の「妻南」が登場する。
通学区域
「国分、清水、鳥子、田中、上・下尾筋、上宮、松田、矢生町、右松一～五丁目、園元、赤池、今井、岡富、瀬口、四日市、黒生野、粟野、小野崎町一丁目（一部）、小野崎町二丁目、有吉町一丁目（一部）、有吉町二丁目（一部）、有吉町三丁目（一部）、下妻（一部）、現王島」。中学校区は西都市立妻中学校。

## 沿革
前史・妻小学校
※西都市立妻北小学校と前身を同じくする。
- 明治初期 - 「右松小学校」・「三宅小学校」・「岡富小学校」の3校が創立。
- 1887年（明治20年）- 小学校令施行により、各小学校に簡易科（3年制）が設置され、簡易小学校となる。
  - 「簡易右松小学校」・「簡易三宅小学校」・「簡易岡富小学校」
- 1889年（明治22年）5月1日 - 町村制施行により、児湯郡2町（妻・右松）および7村（現王島・黒生野・岡富・清水・三宅・右松・妻）が合併の上、「下穂北村」が発足。
- 1890年（明治23年）4月1日 - 一村一校設置の原則により、上記の3校を統合の上、「尋常下穂北小学校」（4年制）となる。
- 1892年（明治25年）4月1日 - 「下穂北尋常小学校」に改称。
- 時期不詳 - 高等科を併置の上、「下穂北尋常高等小学校」に改称。
- 1908年（明治41年）4月1日 - 改正小学校令により、尋常科（義務教育年限）が4年制から6年制に改められる。
- 1924年（大正13年）
  - 4月1日 - 下穂北村が町制施行の上、「下穂北町」となる。
  - 8月1日 - 下穂北町が「妻町」に改称。
- 1932年（昭和7年）6月 - 「妻尋常高等小学校」に改称。
- 1935年（昭和10年）- 青年学校令施行により、妻青年学校を併置。
- 1941年（昭和16年）4月1日 - 国民学校令施行により、「妻町妻国民学校」に改称。尋常科を初等科に改める。
- 1947年（昭和22年）
  - 4月1日 - 国民学校初等科は、新制小学校「妻町立妻小学校」に改称。
  - 5月8日 - 国民学校高等科は、青年学校普通科とともに、新制中学校「妻町立妻中学校」に改組・改称。小学校に併設。
- 1962年（昭和27年）3月31日 - 閉校。

妻南小学校
- 1949年（昭和24年）4月1日 - 妻町立妻小学校が「妻町立第一小学校」と「妻町立第二小学校」の2校に分離。
  - この時点では、妻町立妻小学校も併存。
- 1950年（昭和25年）12月1日 - 「妻町立妻南小学校」に改称。
- 1952年（昭和27年）
  - 3月 - 北校舎の東側に3教室を増築。
  - 4月1日 - 妻町立妻小学校の廃止に伴い、校区を改定。校歌を制定。
  - 6月 - 東校舎の東側に3教室を増築。
  - 10月 - 講堂が完成。
- 1953年（昭和28年）1月 - 南校舎4教室を増築。
- 1954年（昭和29年）3月 - 正門を東側に設置。
- 1955年（昭和30年）7月 - 中校舎の西側に4教室が完成。
- 1957年（昭和32年）
  - 3月 - 完全給食を開始。
  - 4月1日 - 西都町の発足に伴い、「西都町立妻南小学校」に改称。
- 1958年（昭和33年）11月1日 - 市制施行に伴い、「西都市立妻南小学校」（現校名）に改称。
- 1959年（昭和34年）2月 - 防音装置教室（15教室）が完成。
- 1960年（昭和35年）5月 - プールが完成。
- 1961年（昭和36年）2月 - 防音装置教室（10教室）が完成。
- 1963年（昭和38年）4月 - 特殊学級を設置。
- 1964年（昭和39年）12月 - 防音永久校舎が完成。
- 1968年（昭和43年）3月 - 岩石園を整備。
- 1971年（昭和46年）3月 - 防音講堂が完成。
- 1973年（昭和48年）11月 - 北側運動場を拡張。
- 1977年（昭和52年）3月 - 特別教室（家庭科室・図工室・視聴覚室）が完成。
- 1979年（昭和54年）1月 - 「希望の右」を建立（揮重は文部大臣の砂田重民による）。
- 1983年（昭和58年）3月 - 北校舎が完成。
- 1984年（昭和59年）8月 - ミニ動物園が完成。
- 1991年（平成3年）3月 - 体育館が完成。
- 1994年（平成6年）3月 - 新プールが完成。
- 1999年（平成11年）
  - 2月 - 創立50周年記念式典を挙行。
  - 12月 - 本館の防音機能復旧工事が完了。
- 2002年（平成14年）11月 - 韓国文化交流団が来校。
- 2013年（平成25年）12月 - 校舎改築（旧南校舎）に伴う、仮設校舎への移転を完了。
- 2016年（平成28年）4月 - 新校舎が完成。
- 2017年（平成29年）7月 - 台湾の小学生と交流を実施。
- 2019年（平成31年）4月 -「出会いの教室」、「相互乗り入れ型学年担任制」を導入。

## 交通
最寄りのバス停留所
- 西都市コミュニティバス・デマンド型乗合タクシー「三宅入口」停留所

最寄りの幹線道路
- 宮崎県道24号高鍋高岡線

## 周辺
- 学校法人朝日学園 認定こども園あさひ幼稚園
- 宮崎県立産業技術専門校

## 参考資料
- 「西都市史. 通史編 下巻」（2016年（平成28年）3月, 西都市）